# Содружество Независимых Государств (монеты)
Содружество Независимых Государств — серия памятных монет Центрального банка Российской Федерации, посвящённых Содружеству Независимых Государств.

8 декабря 1991 года между Республикой Белоруссией, Россией и Украинской Республикой подписано Соглашение о создании межгосударственного объединения — Содружества Независимых Государств (СНГ). 21 декабря 1991 года к Соглашению присоединились Республики Азербайджан, Армения, Казахстан, Кыргызстан, Молдова, Таджикистан, Туркменистан, Узбекистан.

## Структура тиража
Центральный банк России отчеканил несколько памятных монет посвященных Содружеству Независимых Государств.
- Аверс 1 рублёвой монеты 2001 года из медно-никелевого сплава
- Реверс 1-рублёвой монеты
- Реверс 3 рублёвой монеты
- Реверс 3 рублёвой монеты

Первые монеты были отчеканены в 2001 году, посвящены 10-летию СНГ. В серию вошли монеты номиналом 1 и 3 рубля из медно-никелевого сплава и серебра соответственно. Серия получила продолжение через 10 лет в 2011 году, когда была отчеканена 3 рублевая монета из серебра 925 пробы, посвященная 20-летию СНГ.

## 2001 год

### 1 Рубль
Юбилейный рубль 2001 года, посвященный 10-й годовщине Содружества Независимых Государств, выпущен большим тиражом и не обладает особой ценностью. В марте 2015 года стоимость данной монеты в состоянии uncirculated оценивалась в 250 рублей.
| Изображение | Описание | Примечание |
| ----------- | --- | --- |
|             | В центре диска — двуглавый орел с опущенными крыльями, над ним — надпись полукругом «БАНК РОССИИ», под ним — номинал «ОДИН РУБЛЬ», подчеркнутый горизонтальной линией, разделенной посередине точкой, внизу — «2001 г.», справа — товарный знак монетного двора.                    | |
|             | Изображение эмблемы Содружества Независимых Государств, внизу — шестиугольник в обрамлении листьев, на его поверхности — скрытые, видимые поочередно при изменении угла зрения изображения цифры «10» и слова «ЛЕТ», по окружности — надпись: «СОДРУЖЕСТВО НЕЗАВИСИМЫХ ГОСУДАРСТВ». | - Дата выпуска: 27 ноября 2001 года - Каталожный номер: 5009-0013 - Художник: А. В. Бакланов. - Скульптор: Компьютерное моделирование. - Чеканка: Санкт-Петербургский монетный двор. |

| Номинал | Качество      | Металл       | Диаметр, мм | Толщина, мм | Масса, г | Тираж, шт. |
| ------- | ------------- | ------------ | ----------- | ----------- | -------- | ---------- |
| 1 рубль | анциркулейтед | медь, никель | 20,50       | 1,50        | 3,25     | 10 000 000 |

### 3 рубля
| Изображение | Описание | Примечание |
| ----------- | --- | --- |
|             | В центре диска — эмблема Банка России (двуглавый орел с опущенными крыльями, под ним надпись полукругом «БАНК РОССИИ»), обрамленная кругом из точек и надписями по кругу: вверху — «ТРИ РУБЛЯ», внизу — «2001 г.», слева — обозначение металла, проба сплава, справа — содержание драгоценного металла в чистоте и товарный знак монетного двора. | |
|             | Изображение эмблемы Содружества Независимых Государств, внизу — шестиугольник в обрамлении листьев, на его поверхности — скрытые, видимые поочередно при изменении угла зрения изображения цифры «10» и слова «ЛЕТ», по окружности — надпись: «СОДРУЖЕСТВО НЕЗАВИСИМЫХ ГОСУДАРСТВ».                                                               | - Дата выпуска: 27 ноября 2001 года - Каталожный номер: 5111-0097 - Художник: А. В. Бакланов. - Скульптор: Компьютерное моделирование. - Чеканка: Санкт-Петербургский монетный двор. - Оформление гурта: 300 рифлений. |

| Номинал | Качество | Металл, проба    | Масса общая, г | Содержание химически чистого металла не менее, г | Диаметр, мм   | Толщина, мм  | Тираж, шт. |
| ------- | -------- | ---------------- | -------------- | ------------------------------------------------ | ------------- | ------------ | ---------- |
| 3 рубля | пруф     | серебро 900/1000 | 34,88 (±0,32)  | 31,10                                            | 39,00 (±0,30) | 3,30 (±0,35) | 7 500      |

## 2011 год

### 3 Рубля
| Изображение | Описание | Примечание |
| ----------- | --- | --- |
|             | В центре — эмблема Банка России (двуглавый орёл с опущенными крыльями, под ним — надпись полукругом «БАНК РОССИИ»), обрамленная кругом из точек и надписями по кругу — вверху: «ТРИ РУБЛЯ», внизу: слева — обозначения драгоценного металла и пробы сплава, в центре — дата выпуска «2011 г.», справа — содержание химически чистого металла и товарный знак монетного двора. | |
|             | В центре, на верхнем зеркальном участке диска монеты и частично на нижнем матовом участке — эмблема СНГ, над ней вдоль канта — матовая надпись полукругом: «СОДРУЖЕСТВО НЕЗАВИСИМЫХ ГОСУДАРСТВ», на нижнем матовом участке диска, под эмблемой — контурное изображение оливковой ветви, справа — надпись в две строки: «20 ЛЕТ СНГ».                                          | - Дата выпуска: 1 ноября 2011 года - Каталожный номер: 5111-0222 - Художник: С. А. Козлов. - Скульптор: Компьютерное моделирование. - Чеканка: Санкт-Петербургский монетный двор. - Оформление гурта: 300 рифлений. |

| Номинал | Качество | Металл, проба    | Масса общая, г | Содержание химически чистого металла не менее, г | Диаметр, мм   | Толщина, мм  | Тираж, шт. |
| ------- | -------- | ---------------- | -------------- | ------------------------------------------------ | ------------- | ------------ | ---------- |
| 3 рубля | пруф     | серебро 925/1000 | 33,94 (±0,31)  | 31,10                                            | 39,00 (±0,30) | 3,30 (±0,35) | 3 000      |